# Индијска математика
Индијска математика се развила на Индијском потконтиненту од 1200. п. н. е. све до краја 18. века. У класичном периоду индијске математике (400—1200) су забележена значајна достигнућа захваљујући учењацима као што су Ариабхата, Брахмагупта и Бхаскар II. Децимални систем бројева који се користи данас се први пут користио у индијској математици. Индијски математичари су дали рани допринос проучавању концепта нуле као броја, негативних бројева, аритметике и алгебре. Уз то се у Индији развила и тригонометрија, укључујући савремене дефинција синуса и косинуса. Ти математички концепти су се касније пренели на Блиски исток, Кину и Европу те битно допринели развоју концепата који данас творе темељ многих подручја математике.
Древна и средњовековни математички текстови, сви написани на санскриту, најчешће су се састојали од сутра у којима су начела или проблеми изнесени у економичним стиховима како би их ученик могао што лакше упамтити.Њих је следила друга сексција која се састојала од коментара у прози (понекад неколико коментара од различитих учењака) који су детаљније образложили проблем или изложили његово решења.У прозном делу форма (и њена меморизација) нису били тако вазнио као саме идеје. Сва математичка дела су се преносила усменом предајом све до око 500. п. н. е. а након чега су се преносили и усмено и преко рукописа.Најстарији сачувани математички документ на Индијском континенту је рукопис из Бакхсхалија, откривен године 1881. у Бакхсхалију крај Пешавар а (модерни Пакистан) а који датира из 7. века.
Важно поглавље у историји индијске математике био је развој експанзије низова за тригонометријске функције (синусе, косинуси и инзверзне тригонометријске функције) од стране Кералске школе у 15. веку. Њихово дело, направљено два вијека прије открића инфинитезималног рачуна у Европи, је представљао први пример степеног реда. Међутим, она није развила концепте диференцијала и интеграције, нити има непосредних доказа да су се та достигнућа проширила ван Керале.